# Tuse
Tuse is een plaats in de Deense regio Seeland, gemeente Holbæk, en telt 863 inwoners (2008).